# Kapteyn b
Kapteyn b é um provável exoplaneta que orbita a estrela anã vermelha de Kapteyn, localizado a cerca de 12,75 anos-luz (3,91 pc) de distância da Terra, na constelação de Pictor. Kapteyn b está situado dentro da zona habitável estimada de sua estrela hospedeira. É um dos exoplanetas possivelmente habitáveis mais próximos do nosso sistema solar (só Proxima Centauri b, localizado a 4,2 anos-luz, e o exoplaneta não confirmado Tau Ceti e que está a cerca de 11,90 anos-luz). No entanto, pesquisas posteriores lançaram dúvidas sobre a existência de Kapteyn b, sugerindo que o sinal é coerente com a atividade estelar em vez de um planeta.

## Descoberta
O planeta foi descoberto pela primeira vez pelo espectrômetro HARPS que está alojado no Observatório de La Silla, no Chile, operado pelo Observatório Europeu do Sul. Mais confirmações da detecção planetária foram feitas no Observatório Keck no Havaí e no Observatório PFS, também no Chile.

### Metodologia
O método de descoberta envolveu observação e registro de pequenas oscilações na estrela causada pela atração gravitacional de seus planetas, usando espectroscopia Doppler.

## Características
Kapteyn b tem uma massa igual ou superior a 4,8 ± 1 M⊕ e está a 0,168 UA da estrela hospedeira completando uma órbita a cada 48,61 dias, com uma excentricidade de 0,21 ± 0,1.
O sistema é estimado em si a ter de 11,5 bilhões de anos, substancialmente mais velho que o Sistema Solar.